# 北九州市立石峯中学校
北九州市立石峯中学校（きたきゅうしゅうしりつ いしみねちゅうがっこう）は、福岡県北九州市若松区にある市立中学校。

## 沿革
- 1947年4月 - 若松市立第四中学校開校（現・北九州市立若松中央小学校）。
- 1949年5月 - 現在地に移転
- 1963年4月 - 北九州市立石峯中学校に改称
- 1985年4月 - 北九州市立二島中学校を分離

## 部活動

### 運動部
- 剣道部（男・女）
- バスケット部（男・女）
- バレー部（男）

### 文化部
・美術部
・放送部
・合唱部

## 通学区域
- 北九州市立藤木小学校通学区
  - 赤岩町の一部、赤島町、今光1-3丁目、童子丸1-2丁目、童子丸町、西天神町の一部、藤ノ木1-3丁目、宮丸1丁目の一部、宮丸2丁目、百合野町、用勺町、大字藤木の一部、大字二島の一部
- 北九州市立古前小学校通学区
  - 大池町の一部、くきのうみ中央、古前1丁目の一部、宮丸1丁目の一部、和田町、大字藤木の一部